# Mykszyce
Mykszyce (biał. Мыкшыцы, Mykszycy; ros. Мыкшицы, Mykszycy) – wieś na Białorusi, w obwodzie brzeskim, w rejonie kamienieckim, w sielsowiecie Raśna, nad Pulwą i przy drodze republikańskiej R16.

## Historia
W XIX i w początkach XX w. położone były w Rosji, w guberni grodzieńskiej, w powiecie brzeskim, w gminie Wysokie Litewskie.
W dwudziestoleciu międzywojennym leżały w Polsce, w województwie poleskim, w powiecie brzeskim, w gminie Wysokie Litewskie. W 1921 miejscowość liczyła 45 mieszkańców, zamieszkałych w 5 budynkach, w tym 43 Białorusinów i 2 Polaków. 44 mieszkańców było wyznania prawosławnego i 1 rzymskokatolickiego.
Po II wojnie światowej w granicach Związku Sowieckiego. Od 1991 w niepodległej Białorusi.